# Mika Nakashima
Mika Nakashima (jap. 中島美嘉 Nakashima Mika; ur. 19 lutego 1983 w Hioki) – japońska piosenkarka, aktorka i modelka. Jej największe przeboje to „Yuki no hana”, „Hitori”, „Seppun”. Nakład ze sprzedaży wszystkich wydawnictw artystki wyniósł ponad 10 milionów egzemplarzy w Japonii. Utwory „GLAMOUROUS SKY” i „Hitoro” (jap. 一色), nagrane na potrzebę filmowej ekranizacji mangi NANA Ai Yazawy, pokryły się w Japonii podwójną platyną i złotem. Album muzyczny THE END stworzony do tegoż filmu uzyskał status platynowej płyty w Japonii.

## Dyskografia

### Albumy studyjne
Źródło: 
- True (2002; płyta o statusie Million w Japonii)
- Love (2003; płyta o statusie Million w Japonii)
- Music (2005; podwójna platynowa płyta w Japonii)
- The End (2006; platynowa płyta w Japonii)
- Yes (2007; platynowa płyta w Japonii)
- Voice (2008; platynowa płyta w Japonii)
- Star (2010; złota płyta w Japonii)
- Real (2013; złota płyta w Japonii)
- Tough (2017)
- Joker (2020)